# オルクヌウト

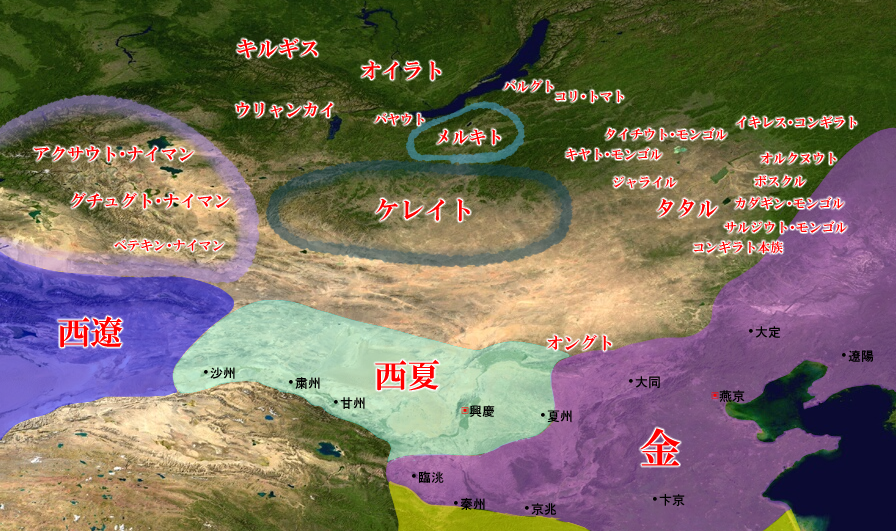
12世紀のモンゴル高原の諸部族

オルクヌウト（モンゴル語: Olqunu'ud）とは、かつてモンゴル高原で活動した遊牧民族。コンギラト系諸部族の一派で、モンゴル部族とは代々姻戚関係を結んでおり、モンゴル帝国においても多数の后妃を輩出したことで知られる。

## 概要
『集史』「コンギラト部族志」によると、コンギラト諸部族は「黄金の壺」から産まれた始祖を同じくする一族であり、「黄金の壺」の第2子クバイ・シラからイキレス、オルクヌウトという2つの部族が生じたという。コンギラト諸部族は古くからモンゴル部と通婚関係を保ってきた姻族であり、上述の「黄金の壺」伝承もモンゴル部の「アラン・コア伝承」と相関関係にあると見られる。
『元朝秘史』などの伝える伝承によると、キヤト氏・ボルジギン氏のイェスゲイはある時メルキト部に嫁ぐ途上にあったオルクヌウト部出身のホエルンを掠奪して自らの妻とし、イェスゲイとホエルンとの間にテムジン（後のチンギス・カン）が産まれたという。ただし、前述したようにオルクヌウト部は代々モンゴル部族と姻戚関係を結んできた部族であり、『元朝秘史』の伝える略奪婚の伝承には後世の創作が混じっているのではないかと考えられている。
やがてテムジンが勢力を拡大し、1206年にモンゴル帝国を建国すると、オルクヌウト部からはホエルンの兄弟にあたるオラル、キンギヤダイの2名が帝国の幹部層たる千人隊長（ミンガン）に任ぜられた。両名ともにチンギス・カン家の女性を娶って「キュレゲン（駙馬/婿）」を称しており、これ以後も両者の後裔はチンギス・カン家との姻戚関係を維持し続ける。
オラル家は主に東方の大元ウルスで、キンギヤダイ家は主に西方のフレグ・ウルスで活躍したが、その事蹟についてはあまり知られていない。1368年に大元ウルスが大都を失い北遷した後（北元）のオルクヌウト部の動向は不明である。

## オルクヌウト部系図
- ホエルン・エケ（Hö'elün Eke ＞月也倫/yuèyĕlún,اولون فوجین/ūālūn fūjīn）
- オラル・キュレゲン（Olar Küregen ＞斡剌児古咧堅/wòlàérgŭliējiān,اولار كوركان/ūlār kūrkān）
  - タイチュ・キュレゲン（Taiču Küregen ＞塔出/tǎchū,تایجو كوركان/ṭāījū kūrkān）
    - ジュジンバイ・キュレゲン（J̌uǰinbai Küregen ＞朮真伯/zhúzhēnbǎi,جوجینبای/jūjīnbāī）
      - ベクレ・キュレゲン（Bekle Küregen ＞別合剌/biéhélà）
        - タバク・キュレゲン（Tabaq Küregen ＞塔八/tǎbā）
- キンギヤダイ・キュレゲン（Kinggiyadai ＞軽吉牙歹/qīngjíyádǎi,کينقياتاي/kīnqiyātāī）
  - イェケ・イェスル（Yeke yesür ＞بوكا تیمور/yīsūr buzurg）
    - ホージャ・ノヤン（Khwaja noyan ＞خواجه نویان/khwāja nūyān）
      - トナ（Tona ＞تونا/tūnā）
        - トラト・キュレゲン（Torato Küregen ＞توراتو كوركان/tūrātū kūrkān）

      - ムラカル（Mulaqar ＞مولاقر/mūlāqar）